# Stadionul Flórián Albert
Stadionul Flórián Albert, cunoscut anterior și ca Üllői úti stadion, a fost un stadion din Budapesta, Ungaria. Acesta fost arena domestică a clubului Ferencvárosi TC. Stadionul a fost deschis în 1911 și demolat în 2013 pentru a face loc noului stadion, Groupama Arena, construit pe locul său. Cu o capacitate de 18.100 locui înainte de dmolare, acesta a fost al doilea stadion ca mărime din Ungaria, după Stadionul Ferenc Puskás care are 69.000 de locuri.
Stadionul a purtat numele fotbalistului maghiar Flórián Albert, câștigător al Balonului de Aur în 1967. El a fost starul echipei între anii 1950 și 1960. În 2007, stadionul a fost redenumit în onoarea fotbalistului, din Stadionul Üllői úti.

## Reconstrucția
Patronul echipei Sheffield United FC, Kevin McCabe's, a cumpărat în 2013 clubul Ferencvárosi TC Budapesta, împreună cu stadionul pentru 8,5 miliarde de lire sterline. Ei plănuiesc să modernizeze stadionul, făcându-l de nivel UEFA și FIFA. În 2012, construcția stadionului a devenit credibilă după ce a Gábor Kubatov a fost ales președintele clubului. Acesta ar urma să aibă 22.000 de locuri pentru meciurile de fotbal și 50.000 pentru concerte. Pe 18 martie 2013, a fost anunțat că Ferencváros va juca ultimul său meci cu CFR Cluj și că până la terminarea lucrărilor, echipa va juca pe Stadionul Ferenc Puskás. Aceste lucrări ar urma să coste 13,5 miliarde de forinți și să fie gata în toamna anului 2014. Pe 28 martie 2013 au început lucrările, astfel încât la finalul lunii septembrie a fost gata acoperișul din aripa estică și muzeul clubul împreună cu magazinul și centrul media.

## Meciuri importante

### Prima perioadă (1911-1971)
- Primul meci: Ferencváros 2-1  Ungaria MTK Budapesta FC
- Primul meci UEFA: Ferencváros 2-1  Rangers F.C. (Cupa Cupelor 1960-1961)
- Ultimul meci UEFA: Ferencváros 1-1  Liverpool F.C. (1971)

### A doua perioadă (1974-2013)
- Primul meci: Ferencváros 0-1  Ungaria Vasas SC (old boys)
- Primul meci UEFA: Ferencváros 2-0  Cardiff City F.C. (Cupa Cupelor 1974-75)
- Ultimul meci UEFA: Ferencváros 2-1  Aalesunds FK (UEFA Europa League 2011-2012)
- Ultimul meci din campionat: Ferencváros 2-1  Ungaria (Újpest FC
- Ultimul meci oficial: Ferencváros 1-0  Ungaria Egri FC (Cupa Ligii Ungariei)
- Ultimul meci: Ferencváros 0-0  CFR Cluj

## Meciuri internaționale
| Nr. | Data               | Competiția                                             | Gazdă   | Scor | Oaspete                    | Asistență |
| --- | ------------------ | ------------------------------------------------------ | ------- | ---- | -------------------------- | --------- |
| 1.  | 31 mai 1984        | Meci amical                                            | Ungaria | 1-1  | Spania                     | 10,000    |
| 2.  | 2 decembrie 1987   | Preliminariile Campionatului European de Fotbal 1988   | Ungaria | 1-0  | Cipru                      | 3,000     |
| 3.  | 20 martie 1990     | Meci amical                                            | Ungaria | 2-0  | Statele Unite ale Americii | 12,000    |
| 4.  | 23 septembrie 1992 | Meci amical                                            | Ungaria | 0-0  | Israel                     | 3,000     |
| 5.  | 8 septembrie 1993  | Calificările pentru Campionatul Mondial de Fotbal 1994 | Ungaria | 1-3  | Rusia                      | 10,000    |
| 6.  | 27 octombrie 1993  | Calificările pentru Campionatul Mondial de Fotbal 1994 | Ungaria | 1-0  | Luxemburg                  | 2,000     |
| 7.  | 10 septembrie 1997 | Calificările pentru Campionatul Mondial de Fotbal 1998 | Ungaria | 3-1  | Azerbaidjan                | 10,000    |
| 8.  | 29 octombrie 1997  | Calificările pentru Campionatul Mondial de Fotbal 1998 | Ungaria | 1-7  | Iugoslavia                 | 17,000    |
| 9.  | 18 noiembrie 1998  | Meci amical                                            | Ungaria | 2-0  | Elveția                    | 3,000     |
| 10. | 10 martie 1999     | Meci amical                                            | Ungaria | 1-1  | Bosnia și Herțegovina      | 8,000     |

| Ungaria                                  | 5 – 0 | Liechtenstein |
| ---------------------------------------- | ----- | ------------- |
| J. Sebők 17' Sebők 33' 41' 85' Illés 74' |       |               |

| Ungaria   | 1 – 1 | Republica Moldova |
| --------- | ----- | ----------------- |
| Sebők 39' |       | Cleșcenco 66'     |

| Ungaria                                 | 3 – 0 | Azerbaidjan |
| --------------------------------------- | ----- | ----------- |
| Sebők 29' Gábor Egressy 52' Sowunmi 54' |       |             |

| Ungaria | 0 – 3 | Australia                       |
| ------- | ----- | ------------------------------- |
|         |       | Laybutt 12' Skoko 72' Moore 90' |

| Ungaria | 0 – 0 | Finlanda |
| ------- | ----- | -------- |
|         |       |          |

| Ungaria    | 1 – 1 | Republica Moldova |
| ---------- | ----- | ----------------- |
| Dárdai 55' |       | Patula 14'        |

| Ungaria | 0 – 1 | Estonia   |
| ------- | ----- | --------- |
|         |       | Rooba 87' |

### Rezultate
| MJ | V | E | Î | GM | GP | V% |
| -- | - | - | - | -- | -- | -- |
| 17 | 7 | 6 | 4 | 23 | 19 |    |

## Galerie

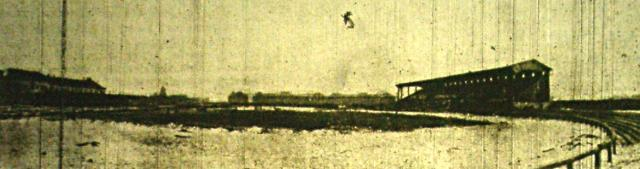
The first pitch of the club (1910-1971)
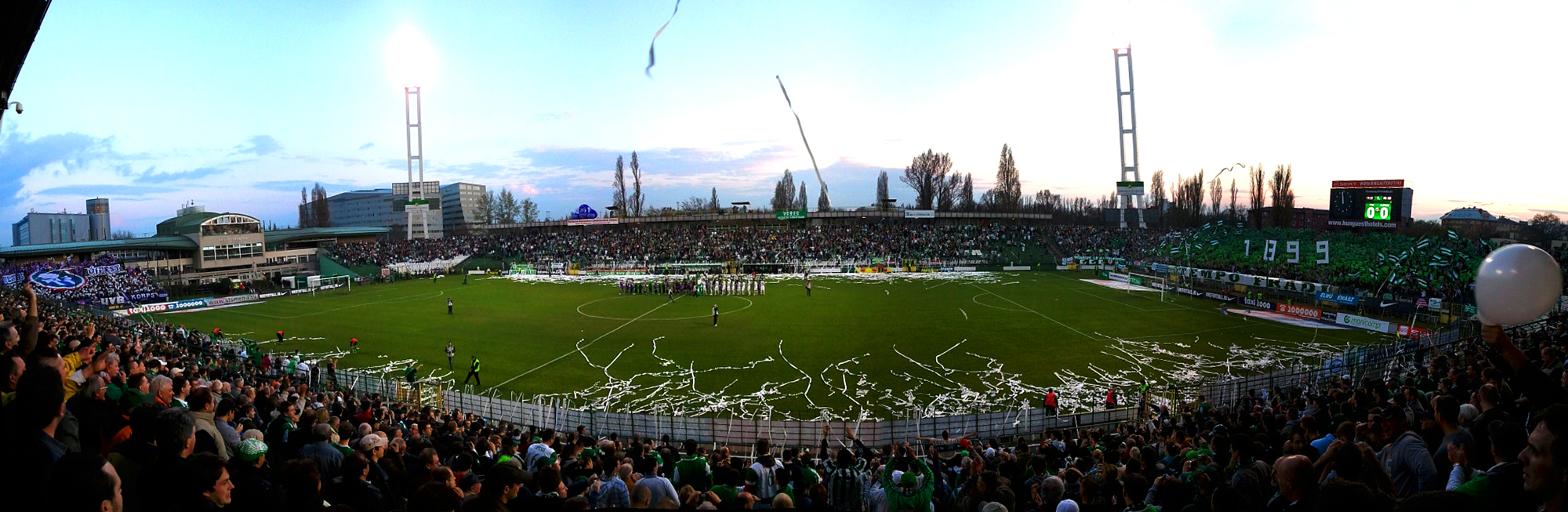
The stadium in the spring of 2011
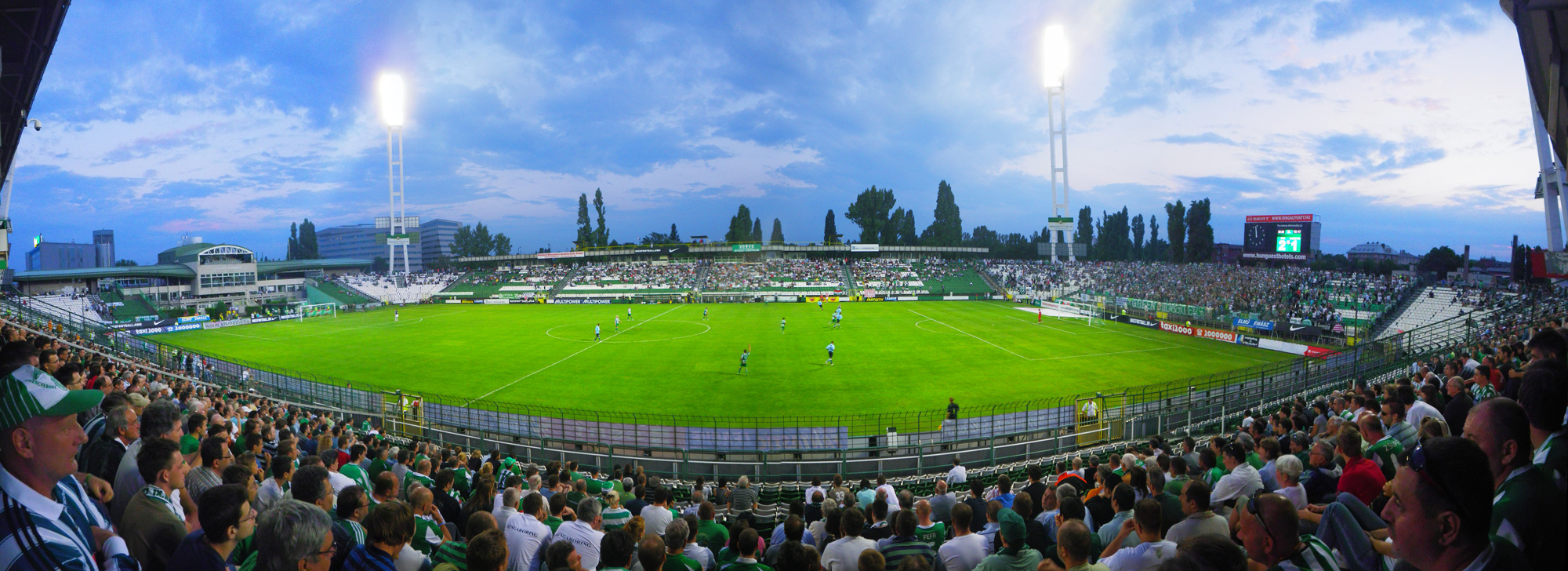
Ferencváros are playing against Paks on 30 iulie 2010 in a Hungarian League match
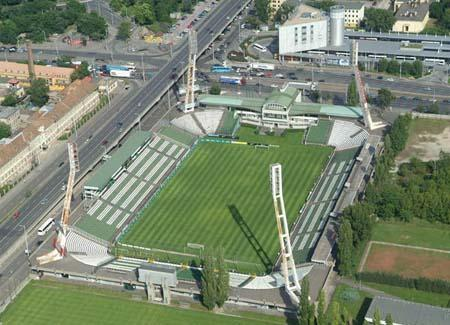
The old Albert stadion from bird view in 2011
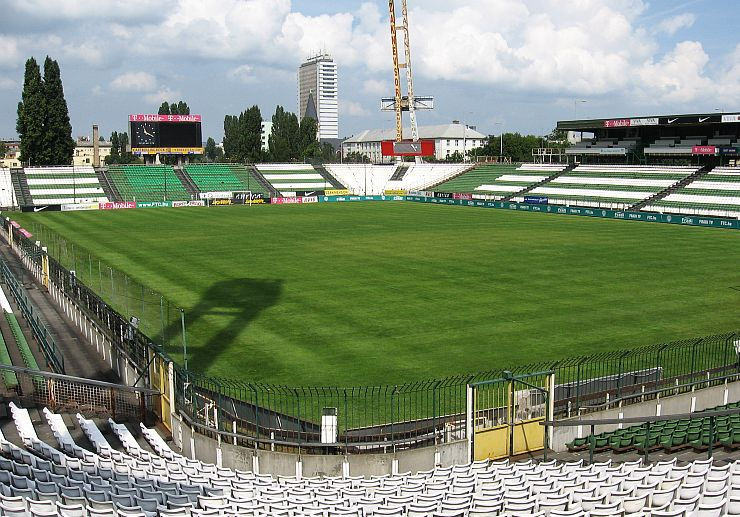